# Sheraton New York Times Square Hotel
O Sheraton New York Times Square Hotel é um hotel de 51 andares localizado perto da Times Square em Midtown Manhattan. É um dos 100 hotéis mais altos do mundo e um dos mais altos da cidade de Nova Iorque.

## História
O hotel de 2.000 quartos foi inaugurado em 25 de setembro de 1962, como o Americana de Nova York. Foi construído pelos irmãos Laurence Tisch e Preston Tisch, co-proprietários da Loews Corporation e foi o primeiro hotel com mais de 1.000 quartos a ser construído em Nova York desde o Waldorf Astoria em 1931. Com 51 andares e 153 metros de altura, foi por muitos anos o hotel mais alto do mundo.

## Na cultura popular
O Tony Awards de 1963 foi realizado no Imperial Ballroom do hotel em 28 de abril de 1963. Em 1965, partes do filme francês As Loucas Aventuras de um Gendarme em Nova York, estrelado por Louis de Funès, foram filmadas no Sheraton. Em 14 de maio de 1968, John Lennon e Paul McCartney deram uma entrevista coletiva no hotel para anunciar a formação da Apple Corps, seu selo musical. O hotel foi palco dos prêmios Emmy de 1967 e 1968, além das cerimônias dos Emmys internacionais. Recebeu apresentações de lendas da música, incluindo Duke Ellington, Ella Fitzgerald, Julie London e Peggy Lee. Em 1971, uma cena em O Poderoso Chefão foi gravada em uma suíte do hotel. Também serviu como local para a Convenção Nacional Democrata de 1976 e 1980.